# Megafilo
Megafilo é um dos dois tipos de frondes que ocorrem nos pteridófitos (o outro tipo são os microfilos). São frondes maiores que os microfilos e mais complexas, apresentando várias nervuras, ocorrendo associadas a caules do tipo sifonostelo e eustelo. Os Megáfilos devem ter surgido diversas vezes na história evolutiva, e a partir de um sistema de ramos
Ramos sem folhas e sem eixo principal
Sobreposição de alguns ramos (eixo principal)